# Österlen

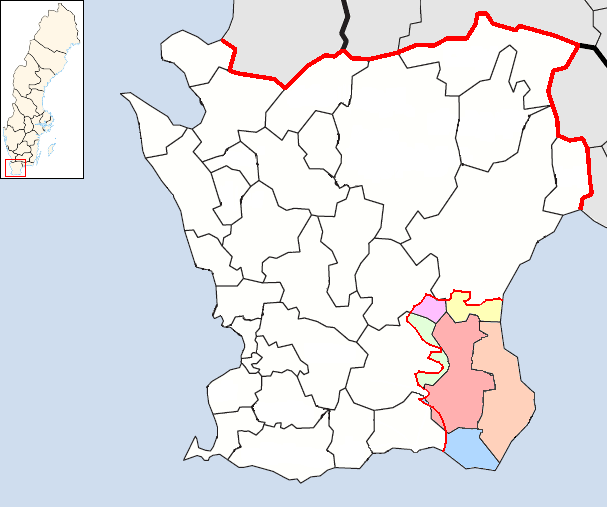
Położenie Österlen

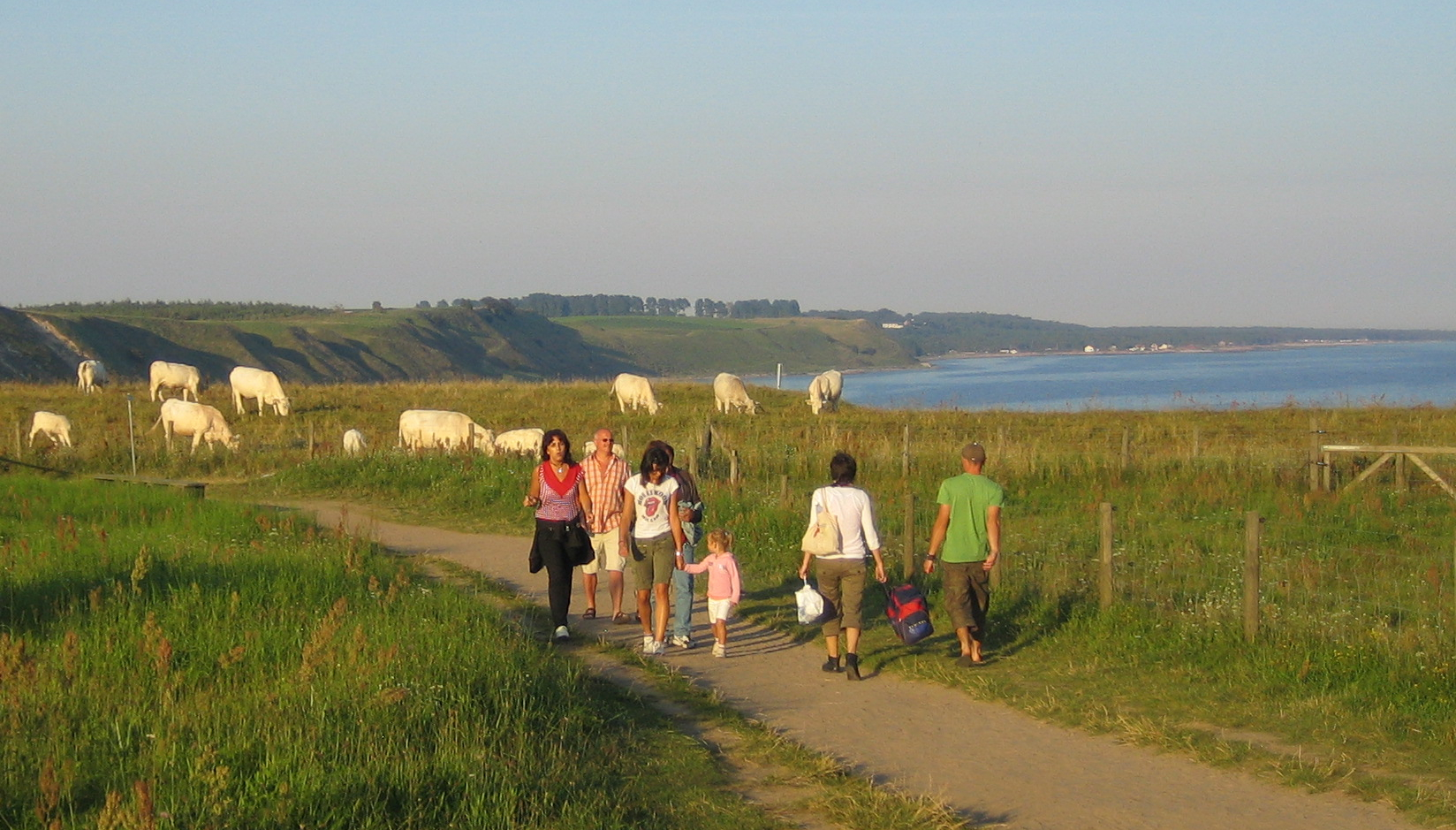
Wybrzeże w okolicach Kåseberga (na wschód od Ystad)

Österlen – równinny obszar obejmujący południowo-wschodnią część szwedzkiej prowincji historycznej (landskap) Skania. Dzięki walorom przyrodniczym oraz zabytkom jest popularnym i chętnie odwiedzanym regionem turystycznym.
Nazwa Österlen pochodzi od określenia „na wschód od szlaku” (szw. öster om leden), czyli drogi z Ystad w kierunku północno-wschodnim do Brösarp i dalej w stronę Kristianstad (droga krajowa nr 19). Obszar nie ma ściśle wytyczonych granic.
Mianem Österlen określa się zazwyczaj pas wybrzeża od okolic Kivik nad Hanöbukten na północy do Ystad na południu wraz z terytorium leżącym w granicach administracyjnych gmin Simrishamn i Tomelilla oraz wschodnią częścią gminy Ystad. Na obszarze tym znajduje się m.in. Park Narodowy Stenshuvud, kamienny kompleks w formie okrętu Ales stenar, średniowieczny zamek Glimmingehus, kurhan z epoki brązu Kungagraven w Kivik.
Za główne miasto Österlen uważane jest Simrishamn. Drugą większą miejscowością jest Tomelilla.